# Grotte de Mézelet
La grotte de Mézelet est une grotte située à Vallon-Pont-d'Arc, en France.

## Localisation
La grotte est située sur la commune de Vallon-Pont-d'Arc, dans le département français de l'Ardèche, en région Rhône-Alpes.

## Historique
L'édifice est inscrit au titre des monuments historiques en 1995.